# برور ملبری
برور ملبری (سوئدی: Bror Mellberg; ۹ دسامبر ۱۹۲۳ – ۸ سپتامبر ۲۰۰۴) بازیکن فوتبال اهل سوئد بود.
از باشگاه‌هایی که در آن بازی کرده‌است می‌توان به باشگاه فوتبال ای‌آی‌کی، باشگاه فوتبال تولوز، باشگاه فوتبال جنوآ، باشگاه فوتبال ستاره سرخ، و باشگاه فوتبال سوشو اشاره کرد.
وی همچنین در تیم‌های ملی فوتبال سوئد بی و سوئد بازی کرده‌است.